# Always (canción de Blink-182)
«Always» —en español: «Siempre»— es el cuarto y último sencillo del álbum homónimo de la banda Blink-182. El sencillo fue lanzado en noviembre de 2004, con respecto a las listas musicales «Always» fue la canción con menos éxito de Blink-182, pero el vídeo musical tuvo bastante circulación en los canales MTV y Fuse. Al igual que en gran parte del álbum, la canción muestra gran influencia de los años 1980. La canción también se encuentra en el Greatest Hits de la banda lanzado en 2005. «Always» fue tocada el 23 de julio de 2009 en el primer show de la banda después de su ruptura.

## Antecedentes
La canción fue anunciada como sencillo en agosto de 2004. Tom DeLonge dijo con respecto al tema: «Este álbum es como "La pequeña locomotora que sí pudo". Hemos hablado incluso de un quinto sencillo. Nunca hemos hecho esto antes. Es un poco raro que todavía estamos tomando». La canción también fue descrita por Tom Delonge como: «Una especie de una canción de amor. Tiene algo de los años 80. No es una canción de baile, pero si tuviera que bailarla, me vería como en los 85».

## Composición
«Always» fue escrita por el bajista Mark Hoppus, el guitarrista Tom DeLonge y el baterista Travis Barker, la canción es cantada por Hoppus y DeLonge y también producida por Jerry Finn. «Always» es una canción de cuatro minutos y doce segundos que está compuesta en una tonalidad de Si mayor y se encuentra en un compás de 4/4, esta tiene un tempo de 158 pulsaciones por minuto. El rango vocal abarca desde A3 hasta D7.

## Vídeo musical
Después de decidir el concepto, el vídeo musical dirigido por Joseph Kahn fue lanzado en noviembre de 2004. En el vídeo cuenta con la aparición de la cantante australiana Sophie Monk. Este muestra tres franjas horizontales en las que Travis, Mark y Tom intentan conquistar a la chica (Sophie Monk), en cada franja se representan tres tipos de novio diferentes para ella. Tom DeLonge es un chico que sólo le interesa su cuerpo y sus deseos, pero acaba siendo un desastre. Mark Hoppus quiere a la chica e intenta conquistarla, pero su amor no es correspondido, mientras que Travis Barker termina siendo la persona perfecta para ella. Sin duda algo increíble.

## Recepción comercial
En Estados Unidos, «Always» debutó en la lista Alternative Songs el 1 de enero de 2005 en el puesto número treinta y nueve. En la misma semana de su debut, obtuvo su mayor posición. El 15 de enero de 2005 fue su última semana en el puesto número cuarenta, esta duro solo tres semanas en el chart. Además de ser la canción con la peor posición, también fue la de menos éxito de Blink-182 en dicha lista.

## Formato
| Sencillo en CD |                                       |          |  |
| N.º            | Título                                | Duración |  |
| 1.             | «Always»                              | 4:11     |  |
| 2.             | «I Miss You» (en vivo Minneapolis)    | 3:58     |  |
| 3.             | «The Rock Show» (en vivo Minneapolis) | 3:37     |  |

## Posicionamiento en listas
| Australia      | Australian Singles Chart | 45 |
| Alemania       | German Singles Chart     | 96 |
| Estados Unidos | Alternative Songs        | 39 |
| Reino Unido    | UK Singles Chart         | 36 |